# Mauris Serrano
Mauris Serrano Gómez (ur. 29 kwietnia 1991) – wenezuelska zapaśniczka w stylu wolnym. Srebrna medalistka mistrzostw Ameryki Płd w 2012 i brązowa igrzysk boliwaryjskich w 2013 roku.